# Leptocodon
- Commons
- Wikispecies

Leptocodon é um gênero botânico pertencente à família Campanulaceae.